# Damallsvenskan 2012
La Damallsvenskan 2012 è stata la 25ª edizione della massima divisione del campionato svedese femminile di calcio. Il campionato è iniziato il 9 aprile 2012 e si è concluso il 3 novembre 2012. Il Tyresö ha vinto il campionato per la prima volta nella sua storia sportiva, grazie a una migliore differenza reti rispetto al LdB Malmö, che aveva raggiunto in testa alla classifica vincendo lo scontro diretto all'ultima giornata di campionato.

## Stagione

### Novità
Dalla Damallsvenskan 2011 sono stati retrocessi in Division 1 l'Hammarby e il Dalsjöfors. Dalla Division 1 sono stati promossi il Vittsjö e l'AIK.

### Formato
Le 12 squadre si affrontano in un girone all'italiana con partite di andata e ritorno, per un totale di 22 giornate. La squadra prima classificata è campione di Svezia, mentre le ultime due classificate retrocedono in Elitettan. Le prime due classificate sono ammesse alla UEFA Women's Champions League 2013-2014.

## Squadre partecipanti
| Club                 | Città        | Stadio                     | Stagione 2011                |
| -------------------- | ------------ | -------------------------- | ---------------------------- |
| AIK                  | Solna        | Skytteholms Idrottsplats   | 1º posto in Division 1 Norra |
| Djurgården           | Stoccolma    | Kristinebergs Idrottsplats | 8º posto in Damallsvenskan   |
| Jitex BK             | Mölndal      | Åbyvallen                  | 9º posto in Damallsvenskan   |
| KIF Örebro           | Örebro       | Behrn Arena                | 5º posto in Damallsvenskan   |
| Kopparbergs/Göteborg | Göteborg     | Valhalla Idrottsplats      | 2º posto in Damallsvenskan   |
| Kristianstads DFF    | Kristianstad | Vilans Idrottsplats        | 7º posto in Damallsvenskan   |
| LdB Malmö            | Malmö        | Malmö Idrottsplats         | Campione di Svezia           |
| Linköping            | Linköping    | Folkungavallen             | 6º posto in Damallsvenskan   |
| Piteå IF             | Piteå        | LF Arena                   | 10º posto in Damallsvenskan  |
| Tyresö FF            | Tyresö       | Tyresövallen               | 4º posto in Damallsvenskan   |
| Umeå IK              | Umeå         | T3 Arena                   | 3º posto in Damallsvenskan   |
| Vittsjö GIK          | Vittsjö      | Vittsjö Idrottsplats       | 1º posto in Division 1 Södra |

## Classifica finale
Fonte: sito ufficiale.
|  | Pos. | Squadra              | Pt | G  | V  | N | P  | GF | GS | DR  |
|  | ---- | -------------------- | -- | -- | -- | - | -- | -- | -- | --- |
|  | 1.   | Tyresö FF            | 55 | 22 | 18 | 1 | 3  | 65 | 12 | +53 |
|  | 2.   | LdB Malmö            | 55 | 22 | 18 | 1 | 3  | 61 | 24 | +37 |
|  | 3.   | Linköping            | 39 | 22 | 11 | 6 | 5  | 50 | 34 | +16 |
|  | 4.   | Kopparbergs/Göteborg | 38 | 22 | 12 | 2 | 8  | 48 | 25 | +23 |
|  | 5.   | Kristianstads DFF    | 35 | 22 | 11 | 2 | 9  | 40 | 37 | +3  |
|  | 6.   | Vittsjö GIK          | 30 | 22 | 9  | 3 | 10 | 37 | 42 | -5  |
|  | 7.   | Umeå IK              | 26 | 22 | 7  | 5 | 10 | 27 | 47 | -20 |
|  | 8.   | Piteå IF             | 25 | 22 | 8  | 1 | 13 | 35 | 42 | -7  |
|  | 9.   | Jitex BK             | 23 | 22 | 6  | 5 | 11 | 26 | 36 | -10 |
|  | 10.  | KIF Örebro           | 22 | 22 | 7  | 1 | 14 | 26 | 52 | -26 |
|  | 11.  | Djurgården           | 19 | 22 | 6  | 1 | 15 | 21 | 55 | -34 |
|  | 12.  | AIK                  | 13 | 22 | 3  | 4 | 15 | 16 | 46 | -30 |

Legenda:
      Campione di Svezia e ammessa alla UEFA Women's Champions League 2013-2014.
      Ammessa alla UEFA Women's Champions League 2013-2014.
      Retrocesse in Elitettan.
Note:
Tre punti a vittoria, uno a pareggio, zero a sconfitta.

## Risultati

### Tabellone
|              | AIK  | Dju  | Jit  | KIF  | KGö  | Kri  | LdB  | Lin  | Pit  | Tyr  | Ume  | Vit  |
| ------------ | ---- | ---- | ---- | ---- | ---- | ---- | ---- | ---- | ---- | ---- | ---- | ---- |
| AIK          | –––– | 0-1  | 3-1  | 0-2  | 1-0  | 2-3  | 2-0  | 1-3  | 0-3  | 0-4  | 2-2  | 1-1  |
| Djurgården   | 2-1  | –––– | 0-2  | 3-1  | 0-2  | 0-1  | 1-2  | 1-4  | 4-3  | 2-0  | 1-0  | 1-1  |
| Jitex        | 2-0  | 2-0  | –––– | 0-1  | 1-3  | 3-1  | 1-4  | 0-0  | 2-2  | 1-3  | 1-1  | 1-2  |
| KIF Örebro   | 3-0  | 3-0  | 1-0  | –––– | 0-6  | 1-4  | 3-4  | 2-3  | 1-2  | 0-5  | 0-2  | 3-4  |
| K. Göteborg  | 1-1  | 2-0  | 3-3  | 2-1  | –––– | 3-0  | 0-1  | 6-0  | 2-1  | 0-1  | 5-0  | 1-2  |
| Kristianstad | 3-0  | 4-3  | 1-3  | 4-0  | 4-1  | –––– | 0-3  | 1-1  | 3-2  | 0-2  | 0-1  | 3-1  |
| LdB Malmö    | 5-0  | 4-0  | 2-0  | 2-1  | 2-1  | 5-2  | –––– | 2-1  | 3-1  | 0-1  | 7-1  | 4-1  |
| Linköping    | 0-0  | 11-0 | 4-0  | 1-1  | 3-2  | 1-1  | 3-5  | –––– | 4-1  | 1-0  | 4-1  | 4-3  |
| Piteå        | 3-0  | 3-1  | 0-1  | 3-0  | 1-3  | 2-0  | 0-2  | 0-1  | –––– | 1-5  | 3-1  | 2-0  |
| Tyresö       | 1-0  | 2-0  | 3-0  | 7-0  | 3-1  | 1-2  | 2-0  | 3-0  | 5-1  | –––– | 6-0  | 5-1  |
| Umeå IK      | 3-1  | 2-0  | 1-1  | 0-1  | 0-3  | 0-2  | 1-1  | 1-1  | 2-0  | 1-5  | –––– | 4-1  |
| Vittsjö      | 3-1  | 4-1  | 1-0  | 0-1  | 0-1  | 2-1  | 2-3  | 3-0  | 2-1  | 1-1  | 2-3  | –––– |

## Statistiche

### Classifica marcatrici
Fonte: sito ufficiale.
| Gol |  |  | Giocatore        | Squadra     |
| --- |  |  | ---------------- | ----------- |
| 21  |  |  | Anja Mittag      | LdB Malmö   |
| 17  |  |  | Christen Press   | K. Göteborg |
| 16  |  |  | Manon Melis      | Linköping   |
| 15  |  |  | Ramona Bachmann  | LdB Malmö   |
| 13  |  |  | Madeleine Edlund | Tyresö      |
| 13  |  |  | Jennifer Nobis   | Piteå       |
| 12  |  |  | Marta            | Tyresö      |